# Mecanismes d'avanç intermitent
Els mecanismes d'avanç intermitent es basen en la perfecta sincronització d'un o més capçals operadors amb la corresponent línia d'alimentació sobre les que actuen aquests capçals, la qual té un continu de peces. Així doncs, tenen com a objectiu repetir i transformar un mateix moviment de manera automàtica que segueixi un patró intermitent per tal de poder efectuar la feina. D'aquesta manera aquests mecanismes són aplicables en múltiples àmbits com: les màquines de clavar o grapar, les cadenes de transmissió, algunes joguines que presenten moviment, la Creu de Malta, etc.

## Aplicacions

### Cinema
Els mecanismes d'avanç intermitent van ser una invenció necessària per arribar a fer cinema de manera viable, ja que aquest és una successió d'imatges fixes projectades. Els fotogrames han d'estar ben il·luminats i completament estàtics en el moment de la projecció, però aquesta no dura més de 200 mil·lèsimes de segon; per això va ser necessària l'aparició de la Roda excèntrica Carpentier-Lumière, amb la qual els germans Lumière van aconseguir l'alt nivell qualitatiu de la projecció d'imatges en moviment que els va portar a l'èxit. Aquest sistema es basa en la transformació d'un moviment circular continu que haurà d'estar sincronitzat amb el mecanisme d'obturació que s'encarrega d'exposar i tapar la pel·lícula en els moments adequats. Més endavant, apareix un altre sistema de funcionament semblant anomenat Creu de Malta.

#### Roda excèntrica Carpentier-Lumière
Tal com indica el nom d'aquesta invenció, l'eix respecte del qual gira la roda no està situat en el seu centre, llavors en conseqüència el quadre en el qual està inserida es mou intermitentment amunt i avall. Per tant, és necessària la inserció d'una escletxa que obligui el quadre a moure's també avant i arrere seguint la mateixa seqüència intermitent. Així doncs, aconseguim transmetre aquest doble moviment a les urpes situades a l'extrem del quadre perquè aquestes s'insereixin en els forats dels fotogrames i arrosseguin la pel·lícula durant un moment. La funció de les urpes és doble, no només traslladen els fotogrames sinó que són les encarregades de mantenir-los immòbils durant la seva projecció.
Llavors, per acabar, s'ha de sincronitzar tot aquest moviment amb l'obturador aconseguint així una perfecta projecció.

#### Creu de Malta
Aquest mecanisme està format per un disc amb un pin que gira constantment, i per una creu que té diferents forats on entra el pin perquè aquesta giri. D'aquesta manera s'aconsegueix fer-la moure amb una pausa entremig, és a dir, crea un gir intermitent. Aquest moviment se sincronitza amb unes paletes que tallen la llum quan hi ha un canvi de fotograma i la deixen passar quan aquests han de ser projectats en la pantalla. Actualment aquest moviment es fa 24 vegades per segon.